# Angel City Derby Girls

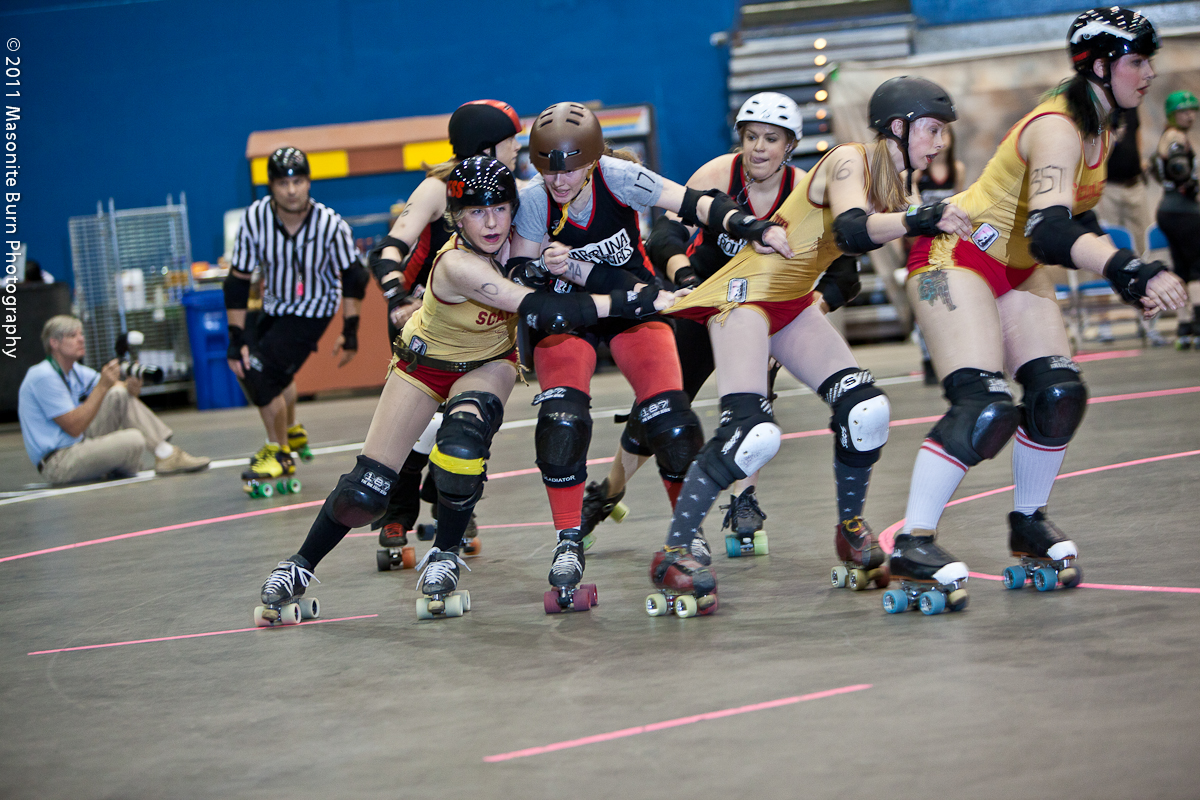
Bout tra Angel City (con la maglia color oro) e Carolina Rollergirls al Dust Devil tournament 2011

La Angel City Derby Girls (ACDG) è una lega di roller derby su pista piana di Los Angeles. Fondata nel 2006, attualmente consiste di 4 team, le Hollywood Scarlets (team principale), le Rocket Queens e le Shore Shots (team regionali) e le Road Ragers (team locale), che competono contro team di altre leghe. Le giocatrici che fanno pratica per entrare in uno dei quattro team partecipano alla lega come Rising Stars e Fresh Meat.
Angel City è la seconda lega di roller derby di Los Angeles, dopo le Los Angeles Derby Dolls, e la prima a competere su pista piana. Ha giocato la prima stagione nel 2007, con base in un magazzino che veniva chiamato "Heaven's Gate". Inizialmente aveva 3 team interni, le Berzerkers, le Shore Shots e la Block Steady Crew.
La ACDG è stata una delle prime leghe in California meridionale a divenire membro della WFTDA. Si è qualificata come decima ai WFTDA West Region Playoffs del 2009, risultando poi ottava; successivamente si è qualificata nel 2011, come decima, finendo poi nona. Nel 2012, si è qualificata per i West Region Playoffs come ottava e concludendo nella stessa posizione.

## Ranking
| Stagione | Q4 ranking | Playoff         | Finali          |
| -------- | ---------- | --------------- | --------------- |
| 2008     | 6 (W)      | —               | —               |
| 2009     | 8 (W)      | 8               | Non qualificata |
| 2010     | 12 (W)     | Non qualificata | Non qualificata |
| 2011     | 9 (W)      | 9               | Non qualificata |
| 2012     | 8 (W)      | 8               | Non qualificata |
| 2013     |            | 3               |                 |